# Acianthera jordanensis
Acianthera jordanensis é uma espécie de orquídea (Orchidaceae) originária do Brasil.